# Церковь Покрова Пресвятой Богородицы (Вытегорский погост)
Це́рковь Покрова́ Пресвято́й Богоро́дицы — утраченный православный храм в селе Анхимово (Вытегорский погост) Вологодской области. Один из шедевров русской деревянной архитектуры XVIII века.
Копия храма построена в Невском лесопарке.

## История
Церковь была построена в 1708 году. Судя по сохранившейся надписи, «…освящена в 1708 г. во время преобразователя России Петра Великого 1-го императора, перепоставлена на каменный фундамент и освящена 1 октября 1793 г.». Существует легенда об участии в строительстве голландского архитектора (а также о возведении церкви по рисунку Петра I), что не подтверждается никакими достоверными источниками.
Сгорела в октябре 1963 года по причине преступной небрежности (предположительно, вследствие разведения костра либо непогашенного окурка).

## Архитектура
Этот многоглавый храм — один из ярких памятников русского деревянного зодчества, непосредственный предшественник знаменитого Преображенского храма Кижского погоста (1714 год). 
В плане церковь имела форму креста. Длина — 15 саженей, ширина — 14, высота — 9. Первоначально имела 25 глав, 4 из них, по-видимому, были утрачены в ходе ремонта 1793 года.
Основной объём храма — восьмерик, к которому с севера, юга, востока и запада были пристроены прирубы. Восточный прируб — главный алтарь — пятигранный, так же как и придельные алтари, пристроенные с востока к северному и южному прирубам. Каждый прируб был покрыт двумя возвышающимися одна над другой бочками, а основной восьмерик — восемью бочками, главы которых завершали собой грани восьмерика, а коньки упирались во второй, поставленный сверху, меньший восьмерик. С запада к церкви примыкало шатровое крыльцо. 21 небольшое окно было расположено в 2 ряда. Дверей для входа было 5, алтарь отделяла глухая стена.
Церковь имела два придела: Иоанна Богослова и Георгиевский.

## Иконы и иконостас
В церкви имелся старинный четырёхрядный тябловый иконостас, который сейчас восстановлен в новом храме. Потолок в соответствии с традициями деревянного церковного зодчества Русского Севера был сделан «небом».

## Территория храма
В 1780 году рядом с летней Покровской церковью была построена зимняя церковь Спаса Нерукотворного — самый древний из сохранившихся каменных храмов на территории бывшего Вытегорского уезда. Церковь каменная трёхпрестольная с отдельно стоящей колокольней. Имела приделы в честь Казанской иконы Божией Матери и святителя Николая Чудотворца. Храм был построен вместо старой деревянной Никольской церкви. В настоящее время находится в полуразрушенном состоянии.
Здесь же расположена церковь Всех Святых, которая была построена как усыпальница купца I гильдии А. Ф. Лопарёва. Освящение храма состоялось 26 июля (8 августа) 1905 года.

## Воссоздание
Проект восстановления был разработан Александром Ополовниковым в 1956 году, но не был осуществлён десятки лет. Лишь 14 октября 2008 года воссозданная церковь была освящена на территории паркового комплекса «Усадьба Богословка» в Невском лесопарке Всеволожского района Ленинградской области.